# Solidago patula
Solidago patula là một loài thực vật có hoa trong họ Cúc. Loài này được Muhl. miêu tả khoa học đầu tiên.